# Kingdom Coming (EP)
Kingdom Coming é um extended play (EP) da cantora e compositora escocesa Emeli Sandé, lançado em 3 de novembro de 2017 pela Virgin Records . Kingdom Coming é o terceiro EP de Sandé após o iTunes Sessions de 2013 e Live from London Bridge de 2016, e também segue o segundo álbum de estúdio de Sandé, ''Long Live the Angels (2016). O EP apresenta o rapper do Harlem Dave East, bem como colaborações com os rappers britânicos Giggs e Wretch 32 .

## Antecedentes e concepção
Após o lançamento de vários singles do álbum de estreia de Sandé [[ur Version of Events (2013), que acumulou mais de 2,3 milhões de cópias vendidas no Reino Unido, Sandé lançaria Long Live the Angels (2016), que vendeu menos do que sua estreia. Um ano depois, em 2017, Kingdom Coming foi anunciado com seis músicas, incluindo uma colaboração com o rapper do Harlem, Dave East . Tematicamente, Sandé observou que Long Live the Angels era emocionalmente profundo e, no final da escrita desse álbum, ela "queria dar luz no fim do túnel". Acoplada sem a pressão de lançar um projeto, Sandé observou que conseguiu "tentar algo novo com uma produção diferente", especialmente porque a música "Starlight" também teve uma versão acústica que exibiu mais a letra. Também foi notado que entre o lançamento de Long Live the Angels e Kingdom Coming, Sandé foi premiada com um MBE pela Rainha Elizabeth II por seus serviços à música. Isso impactou o tom e direção que tomaria o EP Kingdom Coming .
Descrevendo o processo de criação de Kingdom Coming, Sandé disse que "foi feito em total liberdade e pura paixão. "Convidei alguns amigos meus geniais para se juntarem a mim e para se expressarem sem restrições, e foi uma honra".  O Album foi gravado no espaço de uma semana.  A capa do EP é uma foto da época de escola de Sandé junto ao seu pai Joel, em 1992. Sandé chamou o EP de "ponte" para onde ela desejava levar seu próximo álbum.

## Música e composição
A colaboração com East abre o EP e é um "uma canção guiada por batidas", com vocais delicados e um tom suave. A segunda música "Love Is War" apresenta uma melodia de piano, combinando elementos da música jazz . O rapper britânico Giggs se junta a Sandé em "Higher", uma música mais sombria, enquanto a faixa quatro "Deep" evoca a soul music dos anos 90 . Falando sobre a música "Startlight", Sandé disse que foi concebida depois de perceber que ela era "muito mais feliz e muito mais leve" e porque "não estava ligada a nada, então era apenas ser livre e se divertir um pouco com a música". A versão acústica está incluída em Kingdom Coming, e apresentou uma produção mais despojada que lembra muitas das músicas anteriores de Sandé. Harry Fletcher, do Evening Standard ' observou que "Starlight" tinha um som distintamente "mais dançante" e "mais imediato" do que o tom "menos que comemorativo" do segundo álbum Long Live the Angels . Uma das razões para isso foi que Long Live the Angels foi concebido após o divórcio de Sandé, e "Starlight" celebrou um novo parceiro romântico em sua vida. Falando com mais detalhes sobre a música, Sandé disse: "É uma música sobre se apaixonar, e algo que eu definitivamente posso dançar e reflete em algum lugar onde estou em minha vida. Apaixonar-se por alguém é uma experiência incrível." O EP fecha com a faixa-título, junto com o rapper Wretch 32 .

## Recepção critica
Pip Ellwood-Hughes, da Entertainment Focus, opinou que, embora Kingdom Coming "não fosse tão memorável" quanto os lançamentos anteriores, provavelmente ajudaria os fãs até o próximo álbum de Sandé. A versão acústica de "Starlight" foi elogiada como a faixa de destaque do EP, enquanto as críticas foram direcionadas para "Deep", pois Ellwood-Hughes sentiu que "Sandé estava estranhamente desconectado da produção" e houve indiferença tanto pela contribuição do Wretch 32 quanto pela faixa-título em geral. .

## Lançamento e promoção
"Starlight" foi lançado como o primeiro single do EP em 20 de setembro de 2017. O EP foi lançado em 3 de novembro de 2017.

## Lista de músicas
| N.º            | Título           | Producer(s)                           | Duração |  |
| 1.             | "Soon"           | Lynch Gavin Powell                    |         |  |
| 2.             | "Love Not War"   | Emeli Sandé G. Powell Rachet          |         |  |
| 3.             | "Higher"         | Rachet G. Powell                      |         |  |
| 4.             | "Deep"           | Shakaveli ProducerWez G. Powell Sandé |         |  |
| 5.             | "Starlight"      | Sandé G. Powell                       |         |  |
| 6.             | "Kingdom Coming" | Sandé G. Powell Rachet                |         |  |
| Duração total: | Duração total:   | Duração total:                        | 26:18   |  |

## Créditos e integrantes
Vocais
- Emeli Sandé – vocais
- Dave East – vocais em destaque (faixa 1)
- Giggs – vocais em destaque (faixa 3)
- Wretch 32 – vocais em destaque (faixa 6)

Músicos e técnicos
- Mike Davies – guitarra (faixa 5)
- Lewis Gibbs – engenheiro de gravação assistente (faixas 2–3, 6)
- Isabel Gracefield – engenheira de gravação (faixas 3, 6)
- Dexter Hercules – bateria (faixas 2–3, 6)
- Lewis Hopkin – engenheiro de masterização (faixas 1–6)
- Miles James – sintetizadores (faixas 3, 6), guitarra (faixa 6)
- Troy Lynch – engenheiro de gravação (faixa 1)
- Arran Powell – baixo (faixas 2–3, 6)
- Gavin Powell – órgão Hammond (faixas 1–4, 6), produtor (faixa 1), produtor adicional (faixa 1), piano (faixas 2, 6)
- Felix Rashman – engenheiro de gravação (faixa 5)
- Ratchet – mixagem de áudio (faixas 1–6), engenheiro de gravação (faixas 2–4, 6)
- Emeli Sandé – arranjador de gravação (faixa 4)
- Shakaveli – programação (faixa 4)